# Tour de Pologne 1978
35. edycja wyścigu kolarskiego Tour de Pologne odbyła się w dniach 11–22 lipca 1978. Rywalizację rozpoczęło 109 kolarzy, a ukończyło 70. Łączna długość wyścigu – 1415 km.
Pierwsze miejsce w klasyfikacji generalnej zajął Jan Brzeźny (Polska I), drugie Tadeusz Wojtas (Polska I), a trzecie Jan Jankiewicz (Polska I). 
TdP 1978 obchodził podwójny jubileusz (pięćdziesiąt lat temu zorganizowano wyścig po raz pierwszy, trzydziesta piąta edycja). Z okazji święta sekretarz generalny Międzynarodowej Federacji Kolarstwa Amatorskiego (AIOCC) Giuliano Pacciarelli wręczył organizatorom wyścigu "Złoty dyplom AIOCC". Zaproszono aż siedem zagranicznych ekip (NRD, Szwajcaria, Włochy, Kuba, Austria, Czechosłowacja i Holandia). Startowała prawie cała czołówka kolarzy polskich (zabrakło jedynie Szozdy i Langa). Wyścig stał pod znakiem kraks - z tego powodu musieli wycofać się m.in. Sujka, Michalak, Mytnik i Charucki (dwaj ostatni w wyniku upadku w Zawoi przewiezieni zostali do szpitala). Sędzią głównym wyścigu był Andrzej Porzycki, a komisarzem UCI - Peter Whelan (Anglia).

## Etapy
| Etap      | Data     | Start - meta                           | Długość (km)            | Zwycięzca etapu       | Lider            |
| prolog    | 11 lipca | Warszawa (prolog o Memoriał H. Łasaka) | 2,8                     | Jan Jankiewicz        | Jan Jankiewicz   |
| I etap    | 12 lipca | Warszawa – Kielce                      | 179                     | Daniele Folloni       | Daniele Folloni  |
| II etap   | 13 lipca | Kielce – Ostrowiec Świętokrzyski       | 114                     | Pavel Galik           | Daniele Folloni  |
| III etap  | 14 lipca | Ostrowiec Świętokrzyski – Rzeszów      | 169                     | Jan Jankiewicz        | Tadeusz Wojtas   |
| IV etap   | 15 lipca | Rzeszów – Krynica                      | 162                     | Ireneusz Walczak      | Ireneusz Walczak |
| V etap    | 16 lipca | Krynica - Zakopane                     | 154                     | Krzysztof Sujka       | Henryk Charucki  |
| VI etap   | 17 lipca | Poronin - Polana Połaniecka            | 13 (jazda ind. na czas) | Jan Jankiewicz        | Henryk Charucki  |
| VII etap  | 18 lipca | Zakopane - Oświęcim                    | 144                     | Zbigniew Szczepkowski | Jan Brzeźny      |
| VIII etap | 19 lipca | Oświęcim - Wisła                       | 149                     | Jan Brzeźny           | Jan Brzeźny      |
| IX etap   | 20 lipca | dookoła Wisły                          | 90                      | Andrzej Dróżka        | Jan Brzeźny      |
| X etap    | 21 lipca | Wisła - Racibórz                       | 92                      | Zbigniew Szczepkowski | Jan Brzeźny      |
| XI etap   | 22 lipca | Racibórz - Opole                       | 147                     | Pavel Galik           | Jan Brzeźny      |

## Końcowa klasyfikacja generalna

### Klasyfikacja indywidualna
| Poz. | Zawodnik         | Kraj   | Zespół    | Czas (średnia km/h)       |
| ---- | ---------------- | ------ | --------- | ------------------------- |
| 1.   | Jan Brzeźny      | Polska | Polska I  | 33h 57' 25" (41,670 km/h) |
| 2.   | Tadeusz Wojtas   | Polska | Polska I  | +01' 37"                  |
| 3.   | Jan Jankiewicz   | Polska | Polska I  | +02' 21"                  |
| 4.   | Janusz Bieniek   | Polska | Polska II | +02' 45"                  |
| 5.   | Jan Krawczyk     | Polska | Polska I  | +02' 50"                  |
| 6.   | Andrzej Dróżka   | Polska | Komunalni | +03' 15"                  |
| 7.   | Tadeusz Skrzypek | Polska | Legia I   | +03' 19"                  |
| 8.   | Roman Cieślak    | Polska | Legia II  | +03' 26"                  |
| 9.   | Józef Kołopajło  | Polska | LZS II    | +04' 01"                  |
| 10.  | Daniele Folloni  | Włochy | Włochy    | +04' 39"                  |

### Klasyfikacja drużynowa (do punktacji AIOCC)
| 1. | Polska I       | 101h 32' 09" |
| 2. | Czechosłowacja | +57' 53"     |
| 3. | Włochy         | +1h 28' 47"  |
| 4. | NRD            | +1h 33' 45"  |
| 5. | Holandia       | +1h 49' 42"  |

### Klasyfikacja najaktywniejszych
| 1. | Grzegorz Fajkowski | Polska  | 28 pkt |
| 2. | Kazimierz Wąsaty   | Polska  | 13 pkt |
| 3. | Bernard Kręczyński | Polska  | 10 pkt |
| 4. | Janusz Bieniek     | Polska  | 9 pkt  |
| 5. | Walter Eibergger   | Austria | 6 pkt  |

### Klasyfikacja górska
| 1. | Jan Brzeźny    | Polska  | 37 pkt |
| 2. | Jan Krawczyk   | Polska  | 33 pkt |
| 3. | Tadeusz Wojtas | Polska  | 33 pkt |
| 4. | Jan Jankiewicz | Polska  | 28 pkt |
| 5. | Erich Jagsch   | Austria | 28 pkt |